# Ismael García Roque
Ismael García Roque (Las Palmas de Gran Canaria, 4 de octubre de 1981) es un jinete español que compite en la modalidad de salto ecuestre.
Comenzó a montar con solo ocho años en las instalaciones hípicas de Marzagán, y con dieciocho años abandonó el archipiélago para profesionalizarse en el sector. Tras trabajar para importantes cuadras como la de Cayetano Martinez de Irujo, actualmente es el primer jinete en la cuadra de Sergio Álvarez Moya.
Ha sido campeón de España en 2019 y 2021, y participó en el Campeonato Europeo de Saltos Ecuestres de 2021 y en el Campeonato Mundial de Saltos Ecuestres de 2022. En 2024 formó parte del equipo español en los Juegos Olímpicos de París.